# Verjus
Verjus, ook verjuis of verjuus, is een smaakversterkend condiment voor voedsel op basis van ongerijpte druiven of ander onrijp zuur fruit, dat al bekend was in de Romeinse tijd. In de middeleeuwen en tot in de zeventiende eeuw werd het veel gebruikt. Daarna raakte het in onbruik. 
Verjus werd gemaakt door onrijpe vruchten te persen en direct te bottelen. Verjus is beperkt houdbaar. De karakteristieke smaak vermindert naarmate het product ouder wordt. De smaak behoorde volgens de Romein Macrobius zuurder te zijn dan die van azijn. Bij gebrek aan druiven werd in de zomerperiode wel verjus gemaakt met zuring als belangrijk ingrediënt. Soms werd het vruchtensap kort gekookt om het langer houdbaar te maken.
Op beperkte schaal wordt nog verjus geproduceerd en verhandeld, deze moderne versie smaakt echter milder dan azijn.

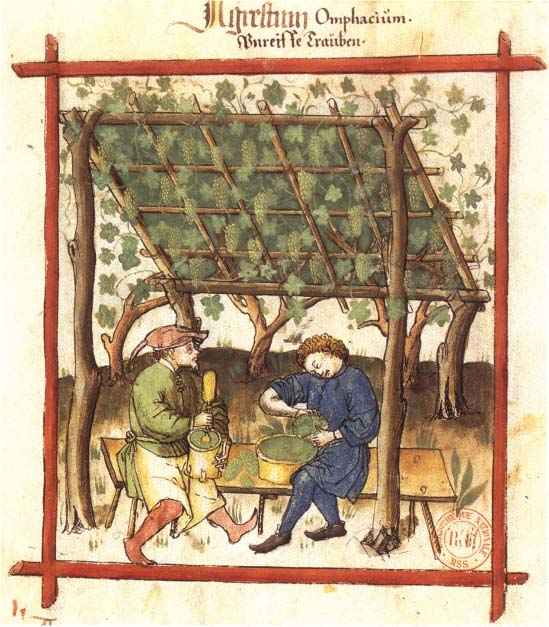
Het maken van verjus, ca. 1375